# Nepal na Zimowych Igrzyskach Olimpijskich 2010
Nepal na Letnich Igrzyskach Olimpijskich 2010, które odbyły się w Vancouver, reprezentował 1 zawodnik. Był to trzeci start reprezentacji Nepalu na zimowych igrzyskach olimpijskich.

## Skład reprezentacji

### Biegi narciarskie
Mężczyźni
- Daćhiri Śerpa

| Zawodnik      | Konkurencja   | Finał   | Finał   |
| Zawodnik      | Konkurencja   | Czas    | Miejsce |
| ------------- | ------------- | ------- | ------- |
| Daćhiri Śerpa | Bieg na 15 km | 44:26,5 | 92.     |